# Jardins de la Chatonnière
Les jardins de la Chatonnière situés à Azay-le-Rideau (Indre-et-Loire)  allient la fantaisie à une pensée savante. 
Au nombre de 13, ils ont été créés entre 1995 et 2009 par Béatrice Gonzalez de Andia y Elio. Elle hérita du chateau en 2005 de son père S.E Don Manuel Gonzalez de Andia Talleyrand-Périgord, 8e duc de Dino, marquis de Villahermosa.. 
Petite-nièce et filleule de Hélie de Talleyrand-Périgord, 7e et dernier duc de Talleyrand, 6e duc de Dino, duc de Sagan, collectionneur et esthète, elle fut condisciple à Sciences-Po Paris de Bernadette Chodron de Courcel et Jacques Chirac, puis déléguée générale à l'Action Artistique de la Ville de Paris ; instigatrice en 1981 du sauvetage du château de Biron (24), qui appartint à sa famille jusqu'en 1939, et en 2006 présidente-fondatrice de L’Observatoire du Patrimoine Religieux.
Les jardins ont été plantés et entretenus par le jardinier Ahmed Azéroual, ancien responsable de ceux de Villandry.
Lovés dans le creux d'un vallon secret de la vallée de l'Indre, à l'écart de la route reliant Langeais à Azay-le-Rideau, les sept tours du Château de la Chatonnière sont surplombées de treize jardins étagés en terrasses.
Géométriques ou sauvages, bleus, saumon ou blancs, parfumés et féminins, ces jardins symbolisent le long d'un parcours initiatique, l'Élégance, l'Abondance, l'Intelligence, les Sciences, les Romances, les Luxuriances, les Fragances, le Silences, les jouissances, les Sens, la chance, l'impertinence et le Jardin de la France : la Touraine.

## Les Jardins
1. Au sud du castel dans un salon de verdure surplombé de hauts tilleuls er d'ifs en cône, le vallon de l'Elégance (créé en 1996) se présente raffiné, orné de statues, de vases, de bosquets et de points de vue. Ses glacières, ses labyrinthes et ses parterres fleuris alternent selon les saisons un parterre de narcisses en mars, de tulipes en avril, de roses en mai de dahlias en été et d'un million de cyclamens en automne. Une aquarelle du baron Reille datée de 1933 représente cette façade avec la terrasse créée en 1893 visible sur la photo ci-jointe mais supprimée en 2009.
2. Caché de toutes parts, protégé de vents du nord par un coteau embaumé de mille rosiers couleur feu, le Jardin de l'Abondance (créé en 2000) découvre ses plantes potagères entre buis taillés. Fraises, poireaux, aubergines, basilic, ciboulette, persil, tomates, céleris, choux blancs et rouges, blettes rouges et poivrons rouges s'inscrivent dans une feuille de rosier dont les nervures sont des allées. 
3. À l'aplomb, le Jardin de l'Intelligence, jardin à la française entouré de pergolas recouvertes de roses rouges et de clématites bleues présente quatre carrés bleus et rouges, chamarrés de savantes arabesques.
4. Entouré d'un cloître aux arcades soulignées d'osiers tressés vivants, le Jardin de Sciences (créé en 2003) est un damier de 80 carreaux alternants gazon et plantes aromatiques médicinales utilisées au Moyen Âge.
5. Inspiré du Songe de Polyphile le Jardin des Romances (créé en 2002) est constitué d'un collier de trente chambres d'amour rondes dont les parois fragiles sont des jalousies en osier vivant tressé et les dômes des coupoles de rosiers multicolores. Au centre de cet anneau magique se cache un labyrinthe inspiré d'un dessin viking.
6. Reliant le point de vue qui surplombe le jardin des Romances au Croissant des Fragrances, sur un ruban de 200 m 400 roses anglaises de David Austin, forment le Jardin des Luxuriances (créé en 2008). À l'ombre des tilleuls les roses doubles et parfumées foisonnent de beauté et rivalisent avec les roses françaises des autres jardins.
7. À flanc de falaise, derrière le château qu'il domine et qu'il nimbe, le Croissant des Fragrances (créé en 1999) est tapissé de mille rosiers couleur de feu que couronne une pergola où grimpent des roses d'or.
8. À l'aplomb des caves troglodytes, le Jardin des jouissances (créé en 2007) jouit d'une vue incomparable sur le Château de la Chatonnière et ses jardins, un bouquet de fleurs à l'échelle du paysage. Les alcôves parfumées incitent à la méditation.
9. Au cœur du château, dans un espace scandé de cyprès entourant des carrés de gazon et de buis ornés de vases royaux, le Jardin du Silence (créé en 1997), avec son vieux puits et son colombier, est à la fois gracieux et sévère.
10. À l'ouest, au pied des tours médiévales, axé autour d'un bassin, le Jardins des Sens (créé en 1997), planté avec l’exubérance des " mixed borders "  anglais, s'insère dans un dessin de buis. Couverts de cent cinquante variétés de vivaces multicolores, ses massifs concentriques sont surmontés d'un nuage blanc de rosiers-tiges qui comblent les sens : la vue, l'ouïe, l'odorat, le toucher et le goût.
11. Recouvrant les collines et les mamelons qui montent jusqu'à l'horizon le Jardin de la France (créé en 2001) est un jardin sauvage, hommage à la Touraine. Paré d'un océan de six hectares de coquelicots et de bleuets, le vent fait vibrer le vallon en des vagues gracieuses qui alternent selon les saisons avec des cosmos roses et blancs.
12. Enroulé autour d' une tour médiévale, insérée dans des murs de laurier le théâtre de l' impertinence (créé en 2009) , avec ses gradins de gazon et de tomettes rouges évoque la mode des théâtres de verdure si chers au XVIIIe siècle français.
13. Ceinturant les jardins d' ornement, l' allée de la chance (créée en 1995), plantée de tilleuls parfumés, dessinée en équerre, suit le mouvement pentu des mamelons. 
Sur l'histoire du château, cf. André Montoux La Chatonnière à Azay-le-Rideau (extrait du Bulletin de la Société archéologique de Touraine, tome XL, 1982; tiré à part avec envoi daté du 31/03/1983 - arch. pers.) 

## Galerie

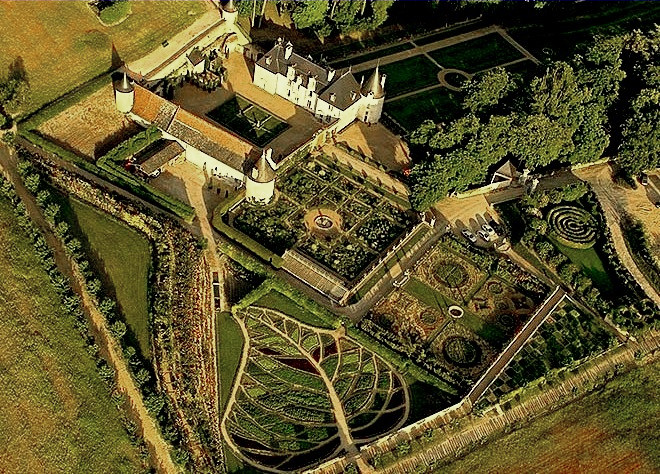
Vue aérienne.
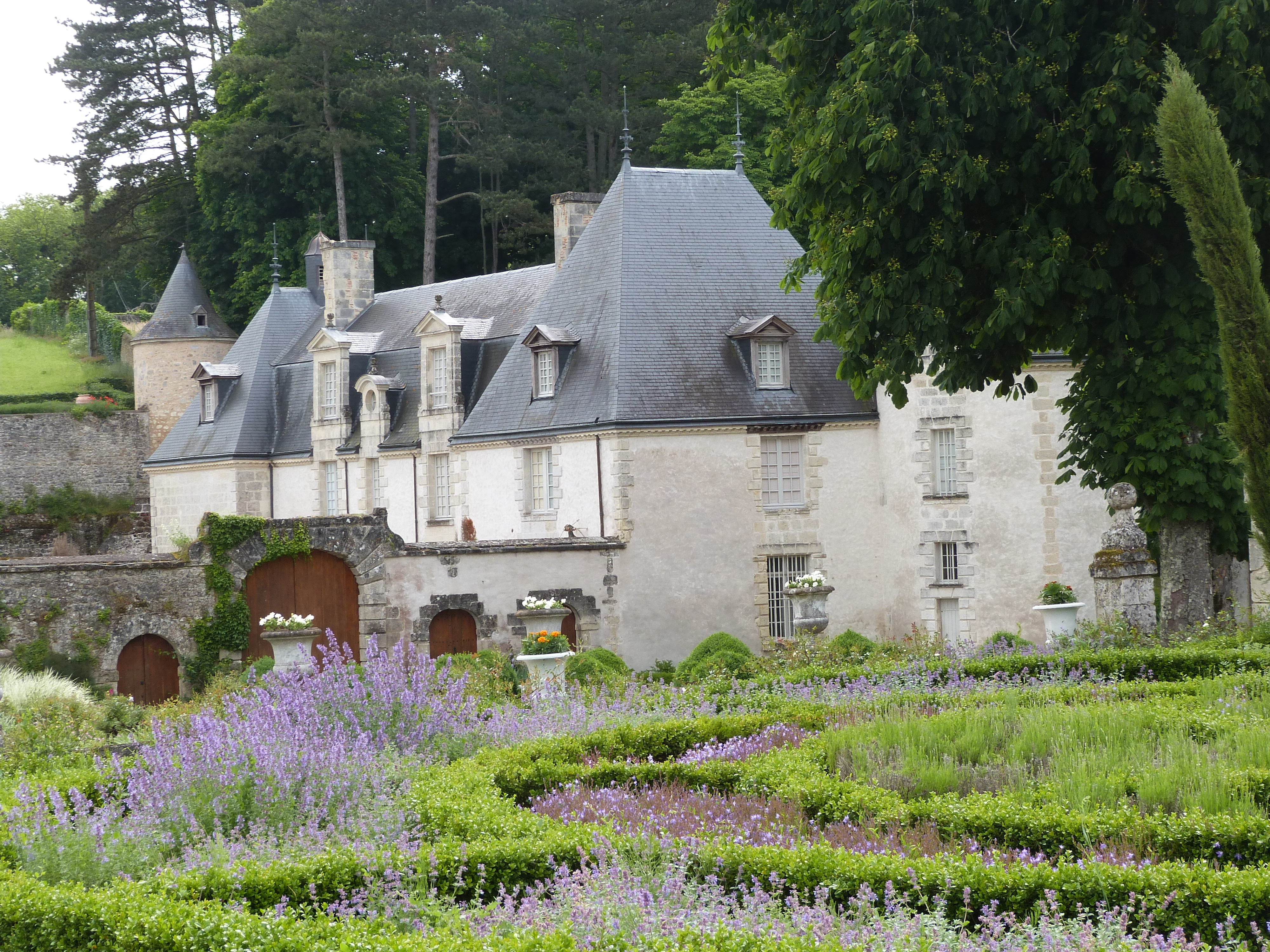
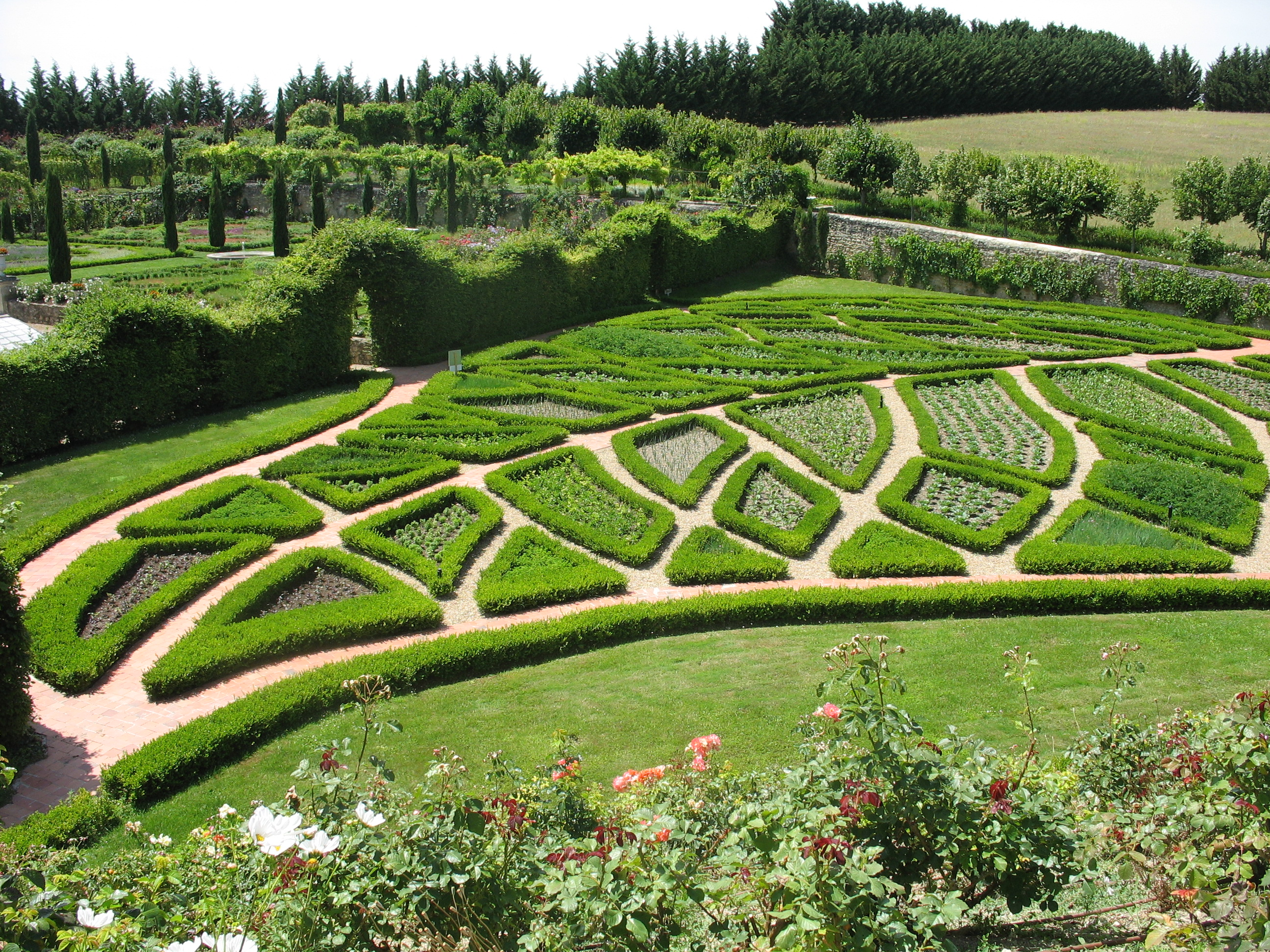
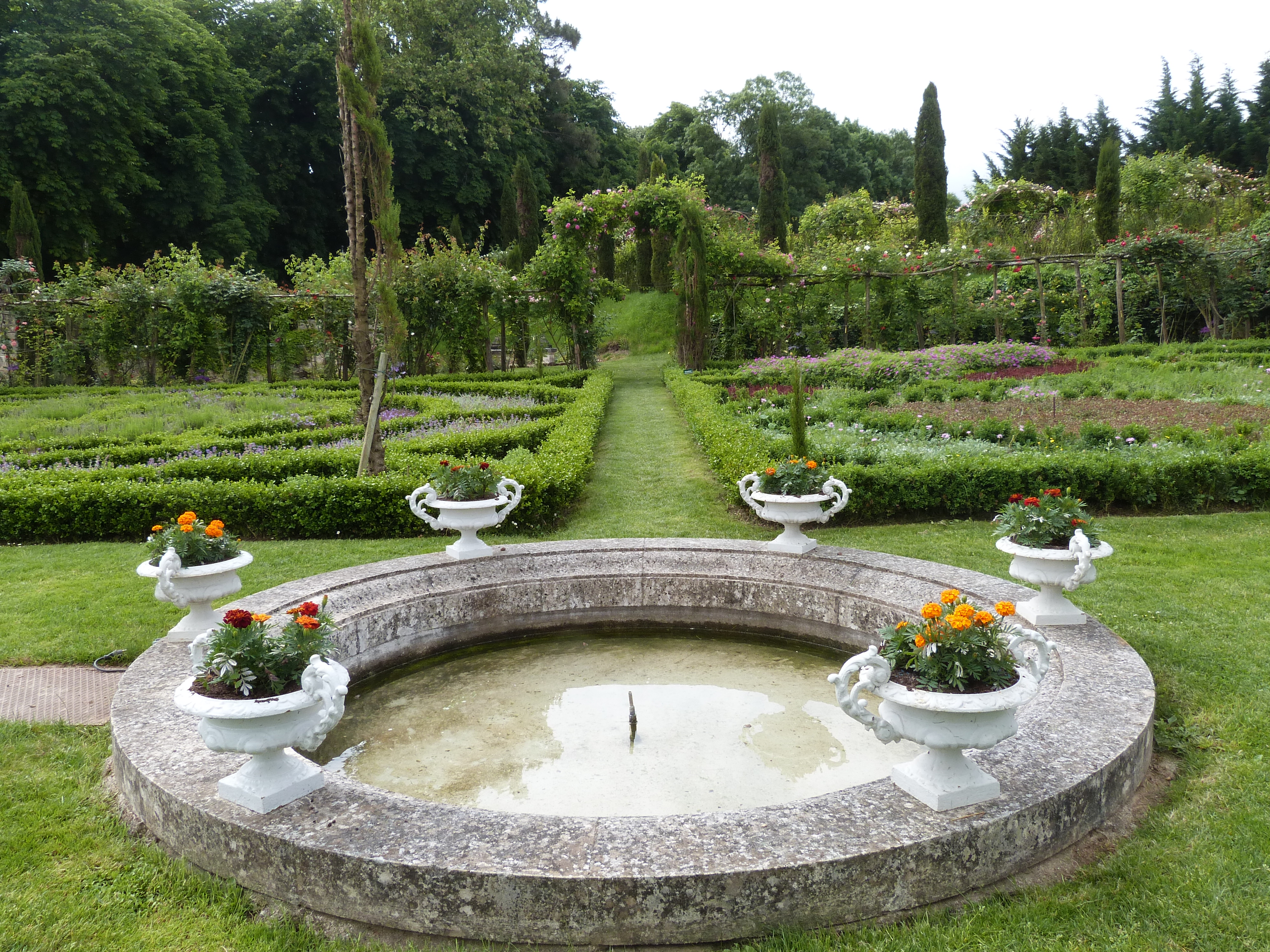